# Malpelo
Malpelo (på spanska: Isla de Malpelo) är en ö som ligger 506 km utanför Colombias kust i Stilla havet. Den är endast 0,35 km² stor och är obebodd så när som för en liten garnison tillhörande den colombianska armén, vilken placerades här 1986. För att besöka ön måste man ha ett skriftligt tillstånd från Colombias ekologiska departement.
Ön består av ett kalt och ofruktbart berg med tre höga toppar. Ön är omgiven av små klippor. Utanför öns nordöstra hörn ligger Tres Mosqueteros. Vid sydvästra hörnet ligger Salomon, Saul, La Gringa och Escuba.
Malpelos naturreservat, ett flora- och faunareservat utgörs av ön på 350 ha och det marina området runt ön på 857 150 ha. Här finns cirka 500 hammarhajar och hundratals silkeshajar som ofta syns av olika dykargrupper. Vid en första anblick är ön ett ofruktbart berg, med total avsaknad av vegetation, men vid närmare titt har erosion och fåglarnas guano bidragit till att alger, lavar, mossor och några gräsartade, baljväxtbuskar samt ormbunkar etablerat sig på ön. 12 juli 2006 blev Malpelo ett världsarv.